# ホリプロデジタルエンターテインメント
株式会社ホリプロデジタルエンターテインメント（英語: Horipro Digital Entertainment Inc.）は、東京都目黒区下目黒にある芸能プロダクション。ホリプロ・グループ・ホールディングスの子会社。

## 概要
2018年7月設立。
新種のデジタルコンテンツ等でのマーケティングおよびマネージメントなどを行う。
2019年2月4日に元祖バーチャルタレントの伊達杏子の娘となる伊達あやのの活動開始を発表。
2019年12月27日に株式会社バロックジャパンリミテッドと業務提携を行い、同社の抱えるビジュアルスタッフのタレントマネジメント育成を開始。
2020年5月7日に株式会社LINEとライブ配信者からスターを生み出すプログラム「LIVER Support Program（ライバーサポートプログラム）」にて業務提携を発表。

## 所属タレント
- 景井ひな
- 小西詠斗
- 伊達あやの
- のぼりもえ（業務提携）
- 湯上響花
- 花山瑞貴
- 川島悠希（業務提携）
- 水瀬紗彩耶
- 七瀬恋彩
- 真波みお
- 皆藤空良
- せきぐちりさ
- 坂田秀晃
- SUMOMO（業務提携）
- 中本大賀

## 主な過去の所属タレント
- 優茉
- 上結望花
- 樋口晃平（現・樋口幸平） - 株式会社ホリプロへ転籍
- きいた（現・駒木根葵汰） - 株式会社ホリプロへ転籍
- 西山乃利子
- 川端結愛
- 百合香 - ホリプロインターナショナルへ転籍
- 川本七海
- 金久保マユ
- 桃衣香帆
- 村島未悠
- けんいちろー
- Lindow